# Cochisea rigidaria
Cochisea rigidaria är en fjärilsart som beskrevs av Barnes och Mcdunnough 1916. Cochisea rigidaria ingår i släktet Cochisea och familjen mätare. Inga underarter finns listade i Catalogue of Life.